# Isochariesthes francoisi
Isochariesthes francoisi es una especie de escarabajo longicornio del género Isochariesthes, tribu Tragocephalini, subfamilia Lamiinae. Fue descrita científicamente por Breuning en 1972.
Se distribuye por Kenia, Mozambique, República Democrática del Congo, República Sudafricana, Tanzania, Zambia y Zimbabue. Mide aproximadamente 8-10 milímetros de longitud. El período de vuelo ocurre en los meses de enero, noviembre y diciembre.